# Empis stenoptera
Empis stenoptera är en tvåvingeart som beskrevs av Friedrich Hermann Loew 1864. Empis stenoptera ingår i släktet Empis och familjen dansflugor. Inga underarter finns listade i Catalogue of Life.